# Asplenium ciliatum
Asplenium ciliatum är en svartbräkenväxtart som beskrevs av Karel Presl och Carlo Luigi Giuseppe Bertero. Asplenium ciliatum ingår i släktet Asplenium och familjen Aspleniaceae. Inga underarter finns listade.